# حيان عبد الغني
حيان عبد الغني عبد الزهرة السواد (مواليد 1958 - البصرة) هو وزير النفط العراقي في حكومة محمد شياع السوداني، صوّتَ له مجلس النواب يوم 27 تشرين الأول سنة 2022. حاصل على شهادة البكالوريوس في الهندسة الميكانيكية من جامعة البصرة عام 1979، وحاصل على شهادة الماجستير في الهندسة الميكانيكية من الجامعة نفسها عام 1983.

## المناصب
- مدير قسم التصاميم في شركة نفط الجنوب (2000 - 2003).
- مدير هيئة المشروعات في شركة نفط الجنوب (2003 - 2008).
- مدير هيئة المشروعات، الوكيل الأول لمدير عام شركة نفط الجنوب (2008 - 2012).
- معاون المدير العام لشؤون التراخيص، وكيل مدير عام شركة نفط الجنوب (2012 - 2015).
- مدير عام شركة نفط الجنوب (2015 - 2017).
- مدير عام شركة غاز الجنوب ورئيس مجلس الإدارة (2017).
- رئيس مجلس الإدارة العليا لشركة غاز البصرة (2017).[2]